# Bokermannohyla pseudopseudis
A Bokermannohyla pseudopseudis a kétéltűek (Amphibia) osztályának békák (Anura) rendjébe és a levelibéka-félék (Hylidae) családjába tartozó faj. A faj korábban a Hyla nemzetségbe tartozott, egy nemrégen történt felülvizsgálat eredményeképpen került át a Bokermannohyla nembe.

## Előfordulása
A faj Brazília endemikus faja, az ország délkeleti részén fekvő Minas Gerais államban él. Természetes élőhelye a nedves szavannák, szubtrópusi vagy trópusi párás bozótosok, szubtrópusi vagy trópusi magashegyi bozótosok, folyók, időszakos folyók. A folyók sziklaréseiben szeret megbújni. A fajt élőhelyének elvesztése fenyegeti.

## Természetvédelem
A faj nem alkalmazkodik jól az emberi tevékenység által okozott zavarokhoz. Elterjedési területén több védett terület is található.